# Emil Borho
Emil Josef Borho (* 31. Dezember 1902 in Schriesheim; † 16. März 1965 in Bischofswiesen) war ein deutscher Verwaltungsbeamter der badischen Staatskanzlei und stellvertretender Vorsitzender der badischen „Judenkommission“ in der Zeit des Nationalsozialismus.

## Leben
Nach der Schule studierte Emil Borho an den Universitäten Heidelberg und München Rechtswissenschaften. Seit 1922 war er Mitglied der Burschenschaft Frankonia Heidelberg. Zunächst bestand er weder seine erste noch seine zweite juristische Staatsprüfung. Im zweiten Anlauf bestand er beide Prüfungen und begann 1928 seinen Vorbereitungsdienst bei der Staatsanwaltschaft Mannheim und wurde vereidigt. 1932 wurde er zum Gerichtsassessor, ein Jahr später Regierungsassessor. Er promovierte 1933 mit der Dissertation Tariftreue als Betrug, ein Beitrag zur Frage des Schutzes der Arbeitskraft.
Politisch engagierte er sich früh in nationalistischen Parteien, zunächst von 1922 bis 1925 in der Deutschen Partei Baden. Zum 20. Juni 1925 trat er der NSDAP bei (Mitgliedsnummer 8.250). Außerdem gründete er den Schlageterbund mit, als Ersatz für die damals in Baden verbotene Sturmabteilung. Von 1927 bis Juni 1933 trat er aus taktischen Gründen und auf Rat von Walter Köhler aus der NSDAP aus, um seine beruflichen Chancen zu verbessern. Im Juni 1933 trat er der NSDAP wieder unter Beibehaltung seiner Mitgliedsnummer bei. Er wurde später Träger des Goldenen Parteiabzeichens und wie ein Alter Kämpfer behandelt.
Sein politisches Engagement führte zu einem rasanten Aufstieg während des Nationalsozialismus. Am 1. Oktober 1933 wurde er als Vertreter der badischen Staatskanzlei nach Berlin geschickt. 1934 wurde er zum Oberregierungsrat ernannt. 1935 wechselte er ins Finanz- und Wirtschaftsministerium von Baden, zunächst als Personalreferent. Er gehörte der „Judenkommission“ an und war zuständig für die Arisierung. 1939 wurde er zum Beamten auf Lebenszeit ernannt und wurde 1941 zum Regierungsdirektor ernannt.
Während des Zweiten Weltkriegs galt er als Vertreter der badischen Regierung zunächst als „unabkömmlich“, meldete sich aber später freiwillig. 1944 wurde er daher einberufen und diente in Frankreich. 1945 geriet er in französische Kriegsgefangenschaft. 1945 wurde er in Abwesenheit aus dem Staatsdienst entlassen. 1947 kehrte er aus der Kriegsgefangenschaft heim. Er stellte sich dem Entnazifizierungsverfahren und wurde als Hauptschuldiger angeklagt. Er konnte im Verfahren seine Schuld jedoch entkräften und die ihm entgegengebrachten Ehrungen herunterspielen. Am 21. Mai 1948 wurde er entlastet und zum „Betroffenen“ erklärt. Sein Verfahren wurde eingestellt, genauso wie ein Revisionsverfahren, das er anstrebte, um wieder in den Staatsdienst einzutreten. Auch dieses Verfahren wurde eingestellt.
Borho kehrte aus der Kriegsgefangenschaft krank zurück und galt als 80 % schwerkriegsgeschädigt. Er wurde als dienstunfähig erklärt und konnte seine Pensionsansprüche geltend machen. Er verstarb am 16. März 1965.

## Werke
- Tariftreue als Betrug: Ein Beitrag zur Frage des Schutzes der Arbeitskraft. Karlsruhe 1933. (Dissertation)